# 大林賢一
大林 賢一（おおばやし けんいち、1969年〈昭和44年〉8月8日 - ）は、日本の政治家、実業家。兵庫県養父市長（1期）。

## 経歴
兵庫県養父市出身。兵庫県立八鹿高等学校、近畿測量専門学校測量学科卒業後、大阪府の測量会社に勤務する。
2001年、母親が体調を崩したのを機に帰郷し、測量会社オーシスマップを創業。2003年に法人化。2011年には同社のシステム企画課が独立する形でWEB制作会社ピーナッツを設立し、同社の役員に就任。
2016年10月、養父市長選挙に立候補したが、現職の広瀬栄に敗れ落選。
2024年6月27日、同年10月の市長選への立候補を表明。10月20日の投開票の結果、462票差で広瀬を破り、初当選した。

## 政策
- 2024年の市長選当選後、前市政時代の①やぶ医者大賞②下水サーベイランス事業③医療文化経済グローカル研究所④メタバース『バーチャルやぶ』の4事業について、廃止も含めて再検討する意向を示した[7]。

## 人物
- 2016年には養父市出身のプロ野球選手である坂本誠志郎の後援会を市民有志で立ち上げ、後援会長を務めた[8]。